# Lindsey Morgan

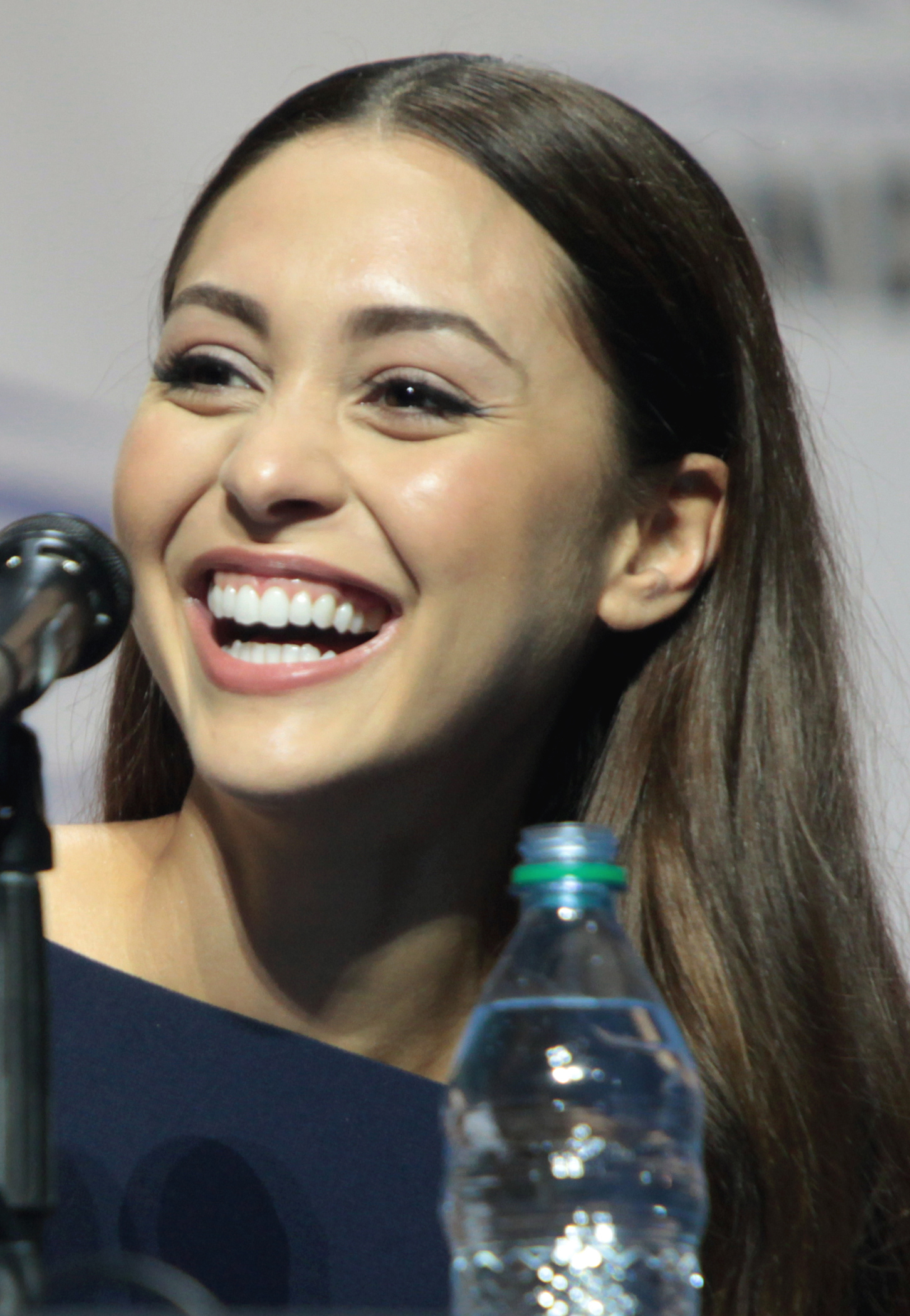
Lindsey Morgan (2016)

Lindsey Marie Morgan (* 27. Februar 1990 in Georgia) ist eine US-amerikanische Schauspielerin.

## Leben und Karriere
Morgan wurde im Februar 1990 im Bundesstaat Georgia als Tochter von George Morgan und Alice Burciaga geboren und wuchs in Houston, Texas, auf. Sie ist von irischer und mexikanischer Abstammung.
Morgan begann ihre Schauspielkarriere am College. Sie zog nach Los Angeles, um ihre Leidenschaft zur Schauspielerei zum Beruf zu machen. 2011 wurde Hollywood auf Morgan aufmerksam und man castete sie für die Hauptrolle in dem Spielfilm DisCONNECTED sowie für die Nebenrolle der Alexis Spencer in Detention – Nachsitzen kann tödlich sein. Es folgten Gastrollen in den Fernsehserien Supah Ninjas, How I Met Your Mother und Happy Endings.
Ihre erste größere Rolle, die sie in den Vereinigten Staaten bekannt machte, war in der ABC-Daily-Soap General Hospital. Dort war sie vom 25. Mai 2012 bis zum 4. März 2013 in der Hauptrolle der Kristina Davis zu sehen. Für diese Rolle wurde sie 2013 für einen Daytime Emmy Award in der Kategorie Outstanding Younger Actress in a Drama Series nominiert. Nach ihrem Ausstieg hatte sie einen Gastauftritt in Franklin & Bash sowie die Hauptrolle der Lauren in der Webserie Destroy the Alpha Gammas. Als Noemi war sie 2013 in der Horrorkomödie Chastity Bites zu sehen.
Von 2014 bis 2020 verkörpert Morgan die Nebenrolle der Raven Reyes in der The-CW-Dramaserie The 100, die zur zweiten Staffel zu einer Hauptrolle ausgebaut wurde. Von Januar 2021 bis zu ihrem Ausstieg im Dezember desselben Jahres spielte Morgan eine Hauptrolle als Texas-Rangerin in der The-CW-Westernserie Walker.

## Filmografie (Auswahl)

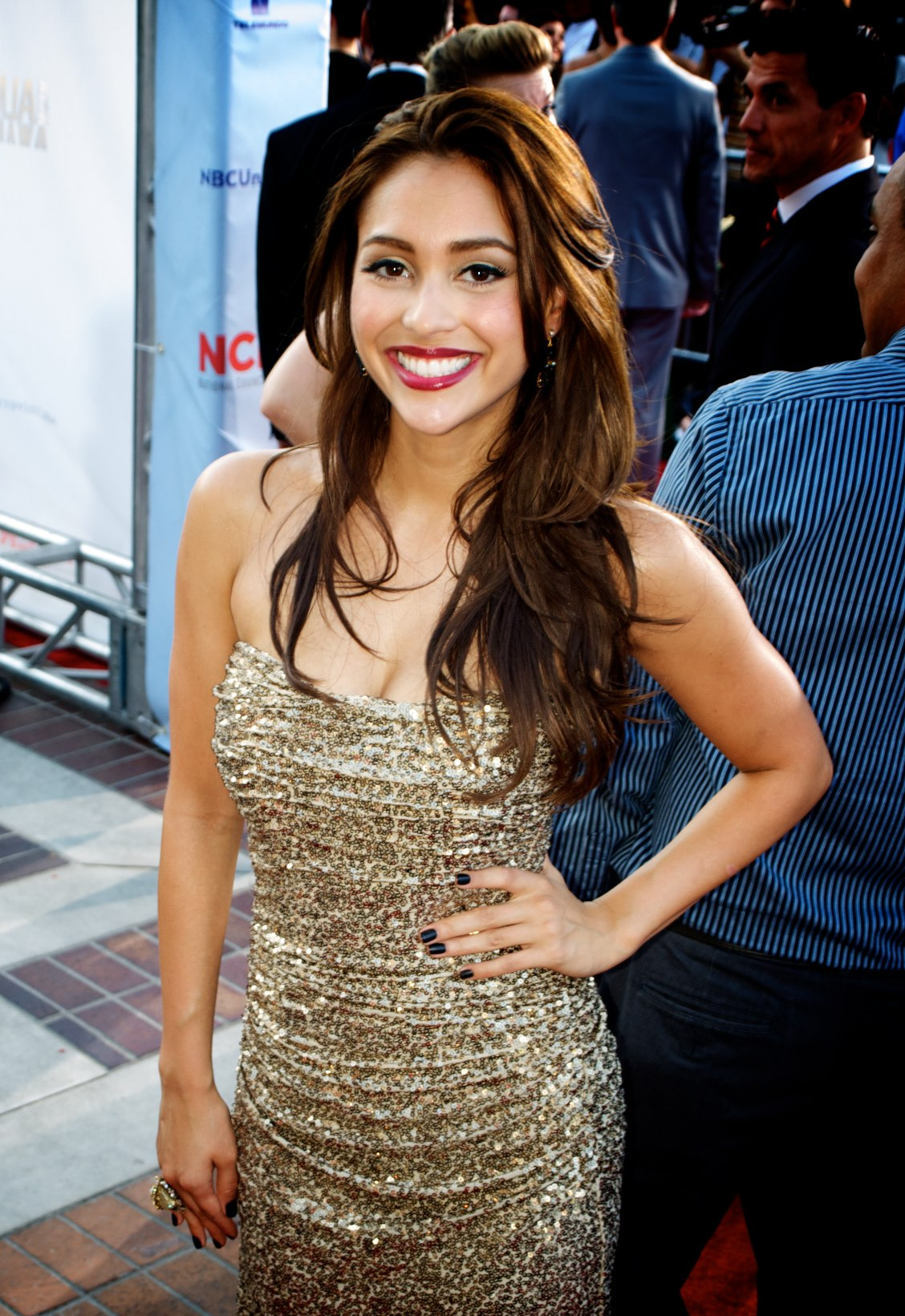
Lindsey Morgan (2012)

- 2011: Detention – Nachsitzen kann tödlich sein (Detention)
- 2011: B-Sides (Fernsehserie, Episode 1x11)
- 2011: A Thin Line (Fernsehfilm)
- 2011: Supah Ninjas (Fernsehserie, Episode 1x12)
- 2011: DisCONNECTED
- 2012: How I Met Your Mother (Fernsehserie, Episode 7x16)
- 2012: Happy Endings (Fernsehserie, Episode 2x20)
- 2012–2013: General Hospital (Seifenoper)
- 2013: Franklin & Bash (Fernsehserie, Episode 3x09)
- 2013: Destroy the Alpha Gammas (Webserie, 7 Episoden)
- 2013: Chastity Bites
- 2013: The Flip Side (Fernsehserie, 2 Episoden)
- 2014: ETXR
- 2014–2020: The 100 (Fernsehserie, 77 Episoden)
- 2016: The Night Shift (Fernsehserie, Episode 3x03)
- 2016: Casa Vita (Fernsehfilm)
- 2017: Beyond Skyline
- 2018: Lasso – Erbarmungslose Jagd (Lasso)
- 2018: Summertime
- 2019: Inside Game
- 2020: Skylines
- 2021: Walker (Fernsehserie, 24 Episoden)
- 2023: Scrambled
- 2024: Single Car Crashes
- 2025: S.W.A.T. (Fernsehserie, Episode 8x14)
- 2025: The 8th Day

## Auszeichnungen und Nominierungen
| Jahr | Auszeichnung                                                         | für              | Resultat  |
| ---- | -------------------------------------------------------------------- | ---------------- | --------- |
| 2013 | Daytime Emmy Award for Outstanding Younger Actress in a Drama Series | General Hospital | Nominiert |